# 整合性營養管理
整合性營養管理是一種對作物營養吸收利用的人為管理方式，是永續農業的一環，也是預防農業中整合性作物管理的主要施行手段。
整合性營養管理可以有效的提高資源的利用效率以及提升植物的生長性能，也有助於環境保護與資源重塑。
整合性營養管理（INM）是將化學肥料與有機肥料（包括但不限於有機質肥料、綠肥、未分解有機材）共同處理並用於作物生產的方式。透過整合方式優化所有可能提供作物營養的原料，用以調整或維持土壤肥力，供應最佳的作物需求養分，以維持或提高生產力。
INM的5個營養來源如下：
- 儲存在土壤的養分
- 儲存在植物殘體
- 外購的肥料或動物糞便中的養分
- 容易流失的養分（如氮元素）
- 有益微生物可促進植物吸收的養分

INM的管理重點在於土壤層面的運作，優化土壤中原本已有的養分、植物殘體、或外部添加的肥料以及動物糞便中易揮失的氨氮化合物，使土壤有益微生物可以促進土壤肥份的涵養，以降低成本並提高土壤肥力與作物生產力。
INM的主要處理物料：
- 種植綠肥作物
- 農作物殘體的還田或堆腐利用
- 有機肥料
- 生物肥料
- 根據作物需求與目標產量使用的營養元素

INM必須與本土農業系統相容，因地制宜才容易被農人接受或採用，要配合當地的種植模式、間作方法、田間病蟲害狀態、土壤條件、灌溉設備與氣候環境，選擇最適合的營養來源，可以有效提高作物的生長勢。
研究表明，與傳統的慣行農法相比，整合性營養管理可以提高作物產量8%至150%，並且可同時保護土壤、提高農產品品質與增加農民收入。可降低化肥、人力與費用的成本。